# Hakan Erşeker
Hakan Erşeker (în arabă هاكان إيرشيكر; n. 5 iulie 1994, Hınıs, Provincia Erzurum, Turcia) este un boxer din Qatar cu origini germane, reprezentant al categoriei de greutate ușoară și semiușoară.